# 板场乡 (内乡县)
板场乡，是中华人民共和国河南省南阳市内乡县下辖的一个乡镇级行政单位。

## 行政区划
板场乡下辖以下地区：
双庙村、板场村、河口村、让河村、三岔村、龙风村、符庄村、后湖村、青竹村、玉皇村、冯庄村、柳树坑村、雁岭村、竹园村、文龙村和前庄村。